# リード化合物
リード化合物（リードかごうぶつ、lead compound）とは、医薬品開発において、生理活性を持つ化合物で、その化学構造は、有効性 (英語版) 、結合選択性、薬物動態学上の指標などを改良するための出発点として用いられる。リード ([ˈliːd]) とは、最終的な新医薬品を「導き出す（リードする）化合物」という意味である。新規に開発された生理活性を示す構造は、安定性、安全性など実用的な薬らしさに欠けることがあり、動物試験 (英語版) や臨床試験へと進むためには化学的改良を必要とする。
リード化合物は開発候補 (developmental candidates) と呼ばれることがある。これは、リード化合物の発見と選択が、その候補の前臨床および臨床開発に先立って行われるからである。

## リード化合物の発見

### 創薬可能なターゲットの発見
リード化合物を発見する前に、合理的医薬品設計のための適切なターゲットを生物学的妥当性に基づいて選択するか、または複数のターゲットに対する潜在的リード化合物をスクリーニングすることによって特定する必要がある。薬物ライブラリは、多くの場合、化合物が関心のある受容体を阻害 (アンタゴニスト) または作動 (アゴニスト) する能力をスクリーニング (選別) し、それらに対する選択性を決定できる「ハイスループットスクリーニング」によって迅速に試験される。 発見された活性化合物は「ヒット」(hits)と呼ばれる。

### リード化合物の開発
リード化合物は、様々な異なるソースから発生する可能性がある。リード化合物は、天然物の特性評価、コンビナトリアルケミストリーの採用、あるいは合理的医薬品設計のような分子モデリングによって発見される。ハイスループットスクリーニングによってヒットした化学物質も、リード化合物になる可能性がある。リード化合物が選択された後、リード化合物の最適化を行う必要があり、これには化合物をより「医薬品らしく」することが含まれる。ここで「ファイザーの法則」または単に「5つの法則」とも呼ばれる「リピンスキーの5つの法則」が登場する。他にも、化学物質の製造のスケールアップのしやすさなど考慮する必要がある。